# Ив Џобс
Ив Џобс (рођена 9. јула 1998) је америчка манекенка и бивша јахачица. Она је ћерка покојног Стива Џобса и пословне жене Лорен Пауел Џобс.

## Младост
Име је добила по Еви из Књиге постања, Џобс је најмлађа ћерка Стива Џобса (његова најстарија је Лиза Бренан-Џобс). Она такође има двоје старије браће и сестара: брата Рида и сестру Ерин. Она је сиријског порекла преко оца, којег је усвојио амерички пар. Њена биолошка бака по оцу била је Американка швајцарског и немачког порекла из Висконсина. Њена тетка по оцу, Мона Симпсон, је списатељица и професор енглеског језика. Након што јој је отац умро 2011. године, њена мајка је постала једна од најбогатијих жена на свету.
Џобс је похађала Академију Upper Echelon у Велингтону, и била је врхунска јахачица; 2019. године је рангирана као пета најбоља светска јахачица до 25 година  Дипломирала је на Универзитету Станфорд 2021. године, а затим се преселила у Њујорк. 

## Каријера
У марту 2022, Џобсова је потписала уговор са DNA Model Management-ом  након што је дебитовала на писти са француском модном марком Coperni  и појавила се у празничној кампањи Glossier са глумицом Сидни Свини.  Од тада се појавила у соло едиторијалу за Vogue  и на насловној страни јапанског Vogue-а октобра 2022.   У јесен 2022. глумила је у соло кампањи за Louis Vuitton. 